# Follina
Follina est une commune italienne d'environ 4 000 habitants située dans la province de Trévise dans la région Vénétie dans le nord-est de l'Italie.

## Administration
| Période                                  | Période | Identité | Étiquette | Qualité |
| ---------------------------------------- | ------- | -------- | --------- | ------- |
|                                          |         |          |           |         |
| Les données manquantes sont à compléter. |         |          |           |         |

### Communes limitrophes
Cison di Valmarino, Farra di Soligo, Mel (Italie), Miane, Pieve di Soligo